# هری گرگ
هری گرِگ (انگلیسی: Harry Gregg؛ زادهٔ ۲۷ اکتبر ۱۹۳۲ – درگذشته ۱۶ فوریه ۲۰۲۰) یک بازیکن فوتبال، پدیدآور، و دروازه‌بان فوتبال اهل ایرلند شمالی بود.
از باشگاه‌هایی که در آن بازی کرده‌است می‌توان به منچستر یونایتد، دونکستر راورز، و استوک سیتی اشاره کرد.
وی از بازماندگان سانحه هوایی مونیخ بود. هری گرگ در روز ۱۶ فوریه ۲۰۲۰، در بیمارستان کاوزوی شهر کلرین ایرلندشمالی در سن ۸۷ سالگی درگذشت. مردی که نامش به خاطر شجاعتش در فاجعه هوایی مونیخ در سال ۱۹۵۸ در یادها باقی می‌ماند. گرگ در پی سقوط هواپیمایی که مجموعاً ۲۳ نفر در آن کشته شدند، شجاعانه هم تیمی ها و سایر مسافران را نجات داد.نیروهای امدادگر نگران خطر انفجار بودند به همین دلیل مسافرین را از هواپیما دور کردند اما هری گرگ در لاشه هواپیما میان شعله های آتش گرفتار شده و آتش نشانان هیچ راهی برای نجاتش پیدا نکردند،، ولی بعد از فروکش آتش او سالم بیرون آمد